# هریز بار

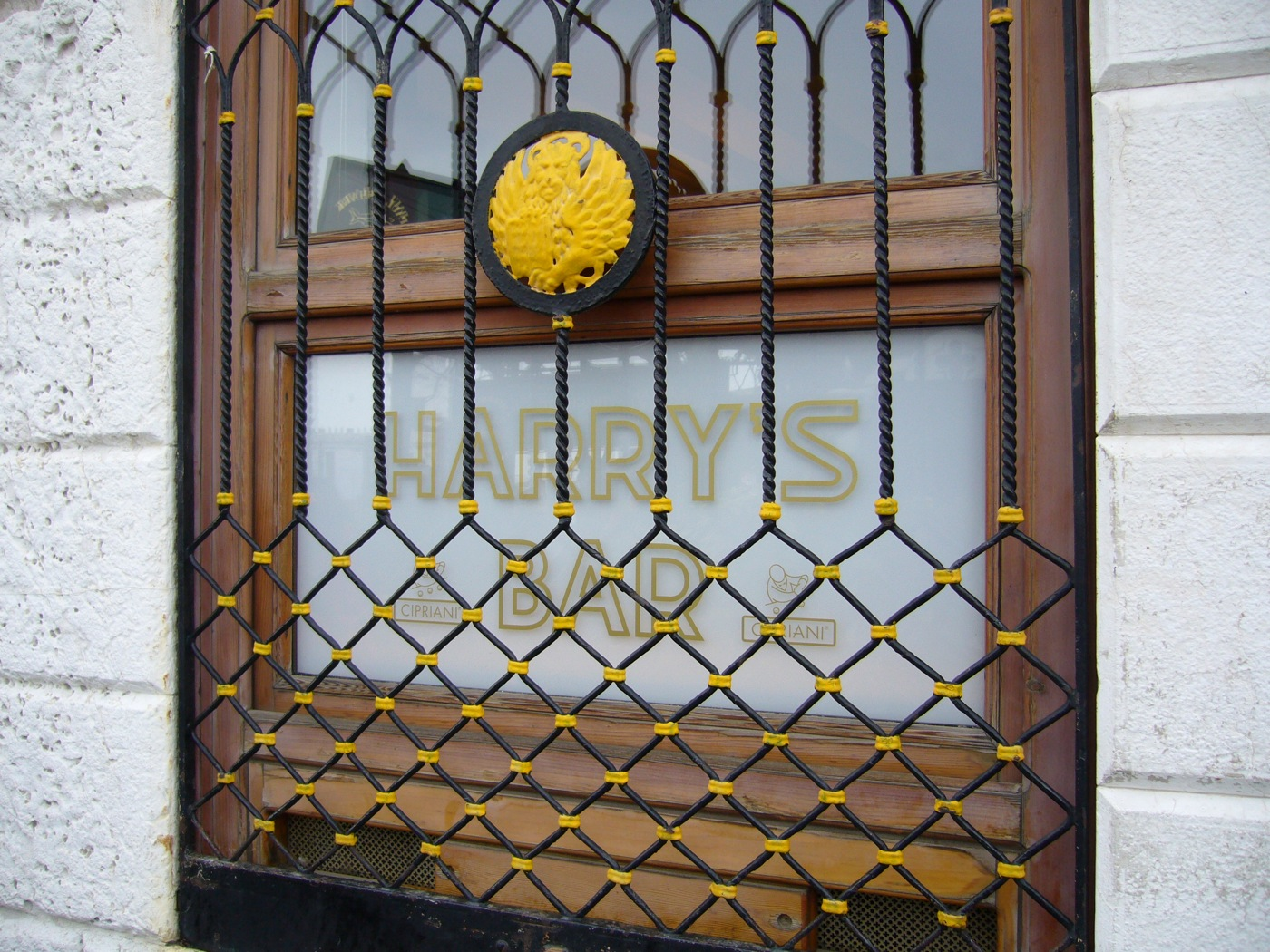
علامت هَریز بار

هَریز بار (انگلیسی: Harry's Bar؛ ترجمهٔ تحت‌اللفظی: بارِ هَری) رستورانی در شهر ونیز ایتالیا است که توسط جوزپه چیپریانی بنیان‌گذاری شد.

## تاریخچه
هَریز بار در سال ۱۹۳۱ توسط جوزپه چیپریانی افتتاح شد. طبق تاریخچه این شرکت، «هَری پیکرینگ» یک جوان ثروتمند آمریکایی، به هتل اروپا در ونیز، جایی که چیپریانی متصدی بار بود، رفت و آمد داشت. وقتی پیکرینگ ناگهان آمدن به بارِ هتل را متوقف کرد، چیپریانی علت را از او جویا شد. پیکرینگ توضیح داد که دیگر پولی ندارد چون خانواده‌اش متوجه عادت‌های نوشیدن او شده و پول او را قطع کرده‌اند. چیپریانی ۱۰٬۰۰۰ لیره ایتالیا به او قرض داده است (که در آن زمان حدود ۵۰۰ دلار آمریکا [معادل ۷٬۸۳۹ دلار آمریکا در سال ۲۰۱۵] می‌شد). دو سال بعد، پیکرینگ به بار هتل بازگشت، مشروبی سفارش داد و در ازای آن ۵۰٬۰۰۰ لیره به چیپریانی داد. به گزارش وبسایت شخصی چیپریانی، پیکرینگ به او گفت: «آقای چیپریانی، متشکرم». «این ۱۰٬۰۰۰ تا پول شما. و برای نشان دادن قدردانی‌ام، این هم ۴۰٬۰۰۰ لیره بیشتر که برای باز کردن یک بارِ کافی است. ما اسمش را بار خواهیم گذاشت.»
وزارت امور فرهنگی ایتالیا در سال ۲۰۰۱ این بار را یک بنای تاریخی ملی اعلام کرد.

## مشتریان
هَریز بار از گذشته یکی از مکان‌های مورد توجه و علاقهٔ افراد مشهور بوده است و مثلاً ارنست همینگوی به این مکان علاقه داشت. دیگر مشتریان برجسته عبارتند از: آرتورو توسکانینی رهبر ارکستر ایتالیایی، گولیلمو مارکونی مخترع، چارلی چاپلین، آلفرد هیچکاک، جیمز استوارت، ماریا کالاس، ریچارد هالیبرتون، ترومن کاپوتی، اورسن ولز، فیلیپ دو روتشیلد، جوزپه سینوپولی، شاهدخت آسپاسیا، آریستوتلیس اوناسیس، باربارا هاتن، پگی گوگنهایم، طارق صلاحی، جرج کلونی، جو دی‌ماجیو و وودی آلن.

## غذا و نوشیدنی
هَریز بار خاستگاه بلینی و کارپاچیو است. این بار بابت مارتینی‌های خشک (خالص) خود شهرت دارد، چنان خالص که نسبت جین به ورموت آن ۱۰ به ۱ است. این نوع سِـرو مارتینی برگرفته از مارتینی مونتگومری است که از ۱۵ قسمت جین و ۱ قسمت ورموت تشکیل شده است.
هَریز بار غذاهای کلاسیک ایتالیایی سرو می‌کند و قیمت‌های آن نسبتاً بالا است (مثلا ۴۰٬۰۰۰ لیره (۲۰ یورو) برای یک کاسه سوپ مینسترون، در سال ۲۰۰۱).

## توسعه
این رستوران و بار شعبه‌هایی در نیویورک و بوئنوس آیرس افتتاح کرد اما در سال ۲۰۰۷ در ایالات متحده آمریکا به فرار مالیاتی محکوم شد. هَریز بار در سال ۲۰۱۲، با بدهی بیش از ۶ میلیون یورو، به گروه سرمایه‌گذاری «بلو اسکای» مستقر در لوکزامبورگ فروخته شد.

## بازخوردها
آنتونی بوردین دربارهٔ غذای این رستوران نوشت: «شما یک بشقاب غذای بسیار خوب دریافت می‌کنید - و بلینی‌ها هم خوب هستند. اما لعنتی خیلی گران تمام می‌شود. اما کارکنان با شما مودبانه رفتار می‌کنند و بیرون از پنجره، ونیز را دارید - و به هر حال همه چیز در این شهر گران است.»